# Hanna van Hendrik
Hanna van Hendrik is een Twentse muziektheaterproductie over het boerenleven in de jaren zeventig.
Het stuk is een initiatief van actrice Johanna ter Steege en wordt gesproken in Twents en Nederlands. Het is een eerbetoon aan de veerkracht van de boerengemeenschap, maar bevat ook maatschappelijke thema's als omgang met vreemdelingen. Een mix van rockmuziek, crossmotoren en echte koeien vormen de sfeer. In het stuk wordt de boerenopstand van 1971 in Tubbergen nagespeeld. Het spektakel wordt opgevoerd in hangar 11 van vliegveld Twenthe in samenwerking met de Schouwburg Hengelo. 

## Rolverdeling
De hoofdrolverdeling bestaat uit de volgende spelers:
- Johanna ter Steege - Hanna
- Huub Stapel - Hendrik (2019)
- Stefan de Walle - Hendrik (2022)
- Tjebbo Gerritsma - Hendrik (2022)
- Naomi van der Linden - Soraya
- Magda Nij Bijvank - Ria
- Laus Steenbeeke - buurman Gerrit
- Jan Roerink - Lambertus
- Max Laros - Bert (zoon van Hanna)
- Marliz van Til - Wilma
- Her Majesty - muziekband